# SpVgg Preußen Hameln
Die SpVgg Preußen Hameln (offiziell: Spielvereinigung Preußen 07 Hameln e. V.) war ein Sportverein aus dem niedersächsischen Hameln, der sich im Insolvenzverfahren befand. Seine Fußball-Ligamannschaft gehörte noch bis 2009/10 der Fußball-Oberliga Niedersachsen an, wurde aber im Herbst 2010 „wegen finanziell nicht zu bewältigender Probleme“ aus der Landesliga abgemeldet. Der Spielbetrieb im Juniorenbereich wird aufrechterhalten und vom neu gegründeten Verein FC Preussen Hameln 07 durchgeführt, der künftig die Fortführung der Tradition des Hamelner Fußballs gewährleisten soll.

## Geschichte

### Strukturelle Entwicklung
Der Verein war das Produkt zahlreicher Fusionen. Am 27. Mai 1907 wurde der FC Saxonia Hameln gegründet. Dieser fusionierte 1928 mit der Hamelner SpVgg zur Hamelner Sportvereinigung Saxonia. Die Hamelner SpVgg entstand im Jahre 1925 durch die Fusion des 1910 gegründeten FC Olympia Hameln mit dem 1913 gegründeten SC Borussia Hameln. Schließlich fusionierte die Sportvereinigung im Juni 1946 mit dem 1945 wieder gegründeten FC Olympia Hameln zur SpVgg Hameln 07.
Zwischenzeitlich gründete sich im Jahre 1912 der VfB Hameln, der 1921 mit dem im Jahr zuvor gegründeten SC Preußen Hameln zum VfB Preußen Hameln fusionierte. Am 29. März 1928 fusionierte dieser Verein mit dem SC Grün-Weiß Hameln, im Jahre 1926 als Abspaltung vom FC Saxonia Hameln entstanden, zum VfB Preußen Grün-Weiß Hameln. Hieraus wurde am 8. Juli 1933 der SC Preußen Hameln, der am 21. April 1949 mit der SpVgg Hameln 07 zur SpVgg Preußen 07 Hameln fusionierte.

### Die Stammvereine
In sportlicher Hinsicht war vor dem Zweiten Weltkrieg nur der so genannte „Preußen-Strang“ von Bedeutung. Im Jahre 1928 stieg die Mannschaft in die erstklassige Bezirksliga Südhannover/Braunschweig auf. Dort trat die Mannschaft jedoch nur zweimal an, ehe die Spielzeit durch die Fußball-Revolution abgebrochen wurde. Nach der anschließenden Ligenreform mussten die Preußen zurück in die Zweitklassigkeit. Nach dem Zweiten Weltkrieg spielte der spätere Oberliga-Torschützenkönig Günter Schlegel für die Preußen.
Die SpVgg 07 kam nie über untere Spielklassen hinaus, brachte aber dafür zwei Spieler hervor, die mit anderen Vereinen die deutsche Meisterschaft erringen konnten. 1926 wurde Gustav Hörgreen mit der SpVgg Fürth und 1938 Ludwig Pöhler mit Hannover 96 Deutscher Meister. 1949 errang die SpVgg mit dem späteren Nationalspieler Bernhard Termath die Meisterschaft in der Staffel Hildesheim der Landesliga Niedersachsen. In der Aufstiegsrunde zur Oberliga Nord scheiterte die aus Preußen und SpVgg fusionierte, von Karl Willnecker trainierte und von Georg Knöpfle mitbetreute Mannschaft jedoch vorzeitig. In der Saison davor hatte auch der ehemalige Nationalspieler Ernst Willimowski vorübergehend dem Verein angehört; mindestens ein Einsatz ist belegt.

### Nach der Fusion (1949 bis 1974)
Von 1949 bis 1964 gehörten die Hamelner der zweitklassigen Amateuroberliga Niedersachsen an. Größter Erfolg dieser Ära war die Vizemeisterschaft in der Westgruppe hinter Eintracht Osnabrück in der Saison 1949/50. Ansonsten erreichte die Mannschaft zumeist Mittelfeldpositionen und mussten im Verlaufe der Jahre mehrfach zwischen der West- und Oststaffel hin- und herwechseln. Im Jahre 1964 stieg die Mannschaft als Tabellenletzter in die neu geschaffene Verbandsliga Süd ab. Unter dem Trainer Werner Müller, der als Spieler 1954 mit Hannover 96 Deutscher Meister wurde, sicherten die Preußen 1970 die Verbandsligameisterschaft. In der Aufstiegsrunde scheiterte die Mannschaft jedoch an den Sportfreunden Salzgitter und Kickers Emden.
Ein Jahr später sicherten sich die Preußen nach einem 2:0-Entscheidungsspielsieg über den Hannoverschen SC vor 5.000 Zuschauern in Stadthagen erneut die Verbandsligameisterschaft und setzten sich dieses Mal in der Aufstiegsrunde durch. Mit Hilfe finanzkräftiger Sponsoren konnte die Mannschaft erheblich verstärkt werden, so dass die Preußen 1972 als Landesligadritter in die Aufstiegsrunde zur Regionalliga Nord einzogen. Hier scheiterte die Mannschaft am schlechteren Torverhältnis gegenüber dem VfB Oldenburg. Ein Jahr später scheiterte man in der Aufstiegsrunde am VfL Pinneberg.
Schließlich wurden die Hamelner 1974 Niedersachsenmeister und stiegen in die neu geschaffene Oberliga Nord auf. Die Mannschaft nahm auch an der deutschen Amateurmeisterschaft teil, scheiterte aber bereits in der 1. Runde mit 0:0 und 0:1 am westfälischen Vertreter TuS Neuenrade.

### Fahrstuhljahre (1974 bis 1999)
In der Saison 1976/77 wurden die Preußen Vierter und nahmen an der Qualifikation zur Aufstiegsrunde zur 2. Bundesliga teil. Hier traf man auf den westfälischen Vizemeister SVA Gütersloh. Nach einem 1:0-Heimsieg gab es in Gütersloh eine 1:4-Niederlage. Es folgten bescheidene Jahre im Mittelfeld, ehe 1981 der Abstieg in die Verbandsliga Niedersachsen folgte. Dort wurde die Mannschaft gleich in die Landesliga durchgereicht. Erst 1986 gelang die Rückkehr in die Verbandsliga, wo nur aufgrund der schlechteren Tordifferenz gegenüber dem VfR Osterode 08 die Aufstiegsrunde zur Oberliga verpasst wurde.
Nachdem sich die Preußen 1992 nur aufgrund des besseren Torverhältnisses gegenüber dem TSV Verden vor dem Abstieg retten konnten, gelang ein Jahr später der Aufstieg in die Oberliga Nord. Im entscheidenden Spiel gegen den Heider SV konnten die Hamelner einen 0:2-Rückstand noch in ein 2:2 umwandeln. In der Oberliga war die Mannschaft jedoch chancenlos. Trotz fünf eilig verpflichteter Spieler aus Kasachstan wurden die Preußen Letzter und verpassten die neu geschaffene Regionalliga Nord. Ein Jahr später stiegen die Hamelner auch aus der Oberliga Niedersachsen/Bremen ab.
Es folgten vier Jahre Abstiegskampf, ehe die Preußen im Jahre 1999 als Vorletzter aus der Niedersachsenliga absteigen mussten. Der Verein war mit 700.000 Mark verschuldet. Dazu kam noch eine Gewerbesteuernachforderung in Höhe von 220.000 Mark. In einer Mitgliederbefragung votierten 70 Prozent für einen freiwilligen Rückzug in die Kreisliga Hameln/Pyrmont um sich finanziell zu konsolidieren.

### Neuaufbau und Insolvenz (1999 bis 2010)
Nach zwei Vizemeisterschaften gelang im Jahre 2002 schließlich der Aufstieg in die Bezirksklasse, dem der Durchmarsch in die Bezirksliga folgte. Im Jahre 2005 gelang als Vizemeister hinter dem TV Badenstedt der Aufstieg in die Landesliga Hannover. Mit einem Punkt Vorsprung auf den 1. FC Germania Egestorf/Langreder sicherten sich die Preußen im Jahre 2008 die Landesligameisterschaft und stiegen in die Oberliga Niedersachsen auf.
Während der Saison 2009/10 geriet der Verein erneut in finanzielle Probleme. Am Saisonende stieg die Mannschaft in die Landesliga Hannover ab, ehe am 8. September 2010 die erste Mannschaft aus dem Spielbetrieb zurückgezogen wurde. Kurze Zeit später ging der Verein in ein Insolvenzverfahren.

## Persönlichkeiten
- Bernd Dierßen
- Stefan Eidinger
- Wilhelm Góra
- Frank Hahn
- Christoph Hanses
- Gustav Hörgren
- Frank Illge
- Norbert Irtel
- Emil Izsó
- Alexander Kiene
- Hans-Georg Kulik
- Otto Laszig
- Kurt Pennewitz
- Ludwig Pöhler
- Michael Pyka
- Kurt Ritter
- Peter Rühmkorb
- Hannes Sachs
- Murat Sağlam
- Herbert Schibukat
- Günter Schlegel
- Bernd Thiele
- Wolfgang Thiele
- Ernst Willimowski
- Karl Willnecker
- Ulf Winskowsky

## Nachfolgeverein FC Preussen
Am 6. Oktober 2010 wurde als ein neuer Verein mit dem Namen Fußball-Club Preussen Hameln 07 e. V. gegründet. Die erste Mannschaft wurde auf Anhieb Meister der 3. Kreisklasse und spielte ab 2011 in der 2. Kreisklasse. Im Mai 2015 erfolgte der Aufstieg in die 1. Kreisklasse, dem ein Jahr später der Aufstieg in die Kreisliga Hameln-Pyrmont folgte. Dort wurden die Hamelner auf Anhieb Vizemeister hinter Eintracht Afferde. In den anschließenden Relegationsspielen gegen den TSV Lenne und Blau-Weiß Neuhof gelang der Aufstieg in die Bezirksliga. Es war der dritte Aufstieg in Folge.
Als Tabellenletzter der Saison 2017/18 mussten die Preußen allerdings direkt wieder in die Kreisliga Hameln-Pyrmont absteigen. Dort wurden die Hamelner in der Saison 2022/23 Vizemeister hinter dem WTW Wallensen. In der folgenden Spielzeit 2023/24 gelang als Meister der Wiederaufstieg in die Bezirksliga. Nach nur einem Jahr ging es wieder runter in die Kreisliga.